# Оукли (Ајдахо)
Оукли (енгл. Oakley) град је у америчкој савезној држави Ајдахо.

## Демографија
По попису из 2010. године број становника је 763, што је 95 (14,2%) становника више него 2000. године.
| Група             | 2000.       | 2010.       |
| Белци             | 639 (95,7%) | 688 (90,2%) |
| Афроамериканци    | 0 (0,0%)    | 0 (0,0%)    |
| Азијати           | 1 (0,1%)    | 2 (0,3%)    |
| Хиспаноамериканци | 28 (4,2%)   | 72 (9,4%)   |
| Укупно            | 668         | 763         |